# Йео, Саймон
Саймон Джон Йео (англ. Simon John Yeo; 10 ноября 1973, Стокпорт, Англия) — английский футболист, игравший на позиции защитник, тренер.

## Карьера
После окончания школы, на протяжении двух лет, Йео работал укладчиком ковром, а затем в мае 1992 года ушел в армию, присоединившись к 22-му Чеширскому полку. Будучи солдатом, он побывал в Боснии и Северной Ирландии.
Покинув армию, он дополнил свою полупрофессиональную футбольную карьеру многочисленными работами, а именно: разнорабочий на стройплощадках, установка туалетов и почтальон в своем родном городе Стокпорт. Последние дни пребывания в Северной Ирландии стали отправной точкой в его становлении футболистом. Он играл за «Файвмайлтаун Юнайтед», находясь в северо-ирландской деревне Клохер, и был частью команды, выигравшей финал кубка Малхерна в 1995 году. Данный турнир организуется футбольной ассоциацией «Ферманах энд Вестерн».